# 3911 Otomo
3911 Otomo (1940 QB) là một tiểu hành tinh vành đai chính được phát hiện ngày 31 tháng 8 năm 1940 bởi K. Reinmuth ở Heidelberg.